# Lucien Milhau
Pour les articles homonymes, voir Milhau (homonymie).
Lucien Milhau, né à Carcassonne le 25 décembre 1901 et mort à Carcassonne le 20 janvier 1969, est un homme politique français. Il est député de l'Aude.

## Biographie
Instituteur, Lucien Milhau est l'archétype de sa profession : syndicaliste, politique, résistant. Après son passage à l'École Normale de Carcassonne, où il adhère à la SFIO, il devient instituteur en milieu rural : son premier poste à Villardonnel sur les premiers contreforts de la Montagne Noire. Pendant la Seconde Guerre mondiale, déplacé d'office par Vichy à Peyriac-Minervois, il participe activement à la Résistance. Durant toute cette période, dans l'ombre mais avec courage, il lutte pour rétablir la République et conserver la SFIO. Il est membre du Comité départemental de Libération à sa création.
Par la suite il devient Secrétaire du Conseil Général de l'Aude, secrétaire fédéral de la Fédération de l'Aude de la SFIO et député de l'Aude de 1962 à 1968.
L'école publique et laïque de Peyriac-Minervois, perpétue son souvenir en portant son nom, une plaque indique : "Groupe Scolaire Lucien Milhau".

## Mandats
- 25/11/1962 - 02/04/1967 : député de l'Aude - Socialiste[1]
- 12/03/1967 - 30/05/1968 : député de l'Aude - Fédération de la gauche démocrate et socialiste[2]

## Sources
1. ↑  Jacques Girault, « Lucien, Pierre, Émile Milhau », sur maitron.fr, 23 avril 2021 (consulté le 23 juillet 2023).
2. ↑  Assemblée nationale - Base de données historique sur les anciens députés

- Journaux locaux : La Dépêche du Midi, L'Indépendant, Midi libre, La République sociale
- Rémy Cazals (dir.) et Daniel Fabre (dir.), Les Audois : Dictionnaire biographique, Carcassonne, Association des amis des Archives de l'Aude, Fédération audoise des œuvres laïques et Société d'études scientifiques de l'Aude, 1990, 347 p. (ISBN 2-906442-07-0)
- Jean Fourié, Essai de nomenclature générale des Audois célèbres,Espéraza, 1975.
- Félix Roquefort, "Ils sont entrés dans la légende", Conques sur Orbiel, 1981.